# Limnos
Limnos of Lemnos (Grieks officieel: Δήμος, Λήμνου = Démos, Lémnou) is een middelgroot Grieks eiland in het noordelijk deel van de Egeïsche Zee. Het eiland heeft een oppervlakte van 476 km² en ca. 17.000 inwoners.
Bestuurlijk hoorde het eiland tot einde 2010 tot het departement (nomos) Lesbos. Vanaf 2011 vormt de gemeente, samen met het eiland (en gemeente - dimos) Agios Efstratios, de regionale eenheid (periferiaki enotita) Limnos, in de bestuurlijke regio (periferia) Noord-Egeïsche Eilanden (Voreio Aigaio).

## Archeologie en linguïstiek
De ruïnes van de vergane stad Poliochne liggen op dit eiland.
In de 6e eeuw v.C. sprak men op Lemnos een eigen taal, het Lemnisch. In 1884 werd op het eiland een stele gevonden die nu bekendstaat als de stele van Kaminia of "Stele van Lemnos". Op het stuk staat een krijger en profil afgebeeld, omringd door een Lemnische tekst die op sommige punten (onder andere getal en bepaalde grammaticale uitgangen) sterke overeenkomsten vertoont met het Etruskisch. Sinds deze ontdekking neemt de stele een belangrijke positie in het debat over de etnische formatie van de Etrusken in (zie aldaar).

## Limnos in de mythologie
Limnos figureert rijkelijk in de Griekse mythologie:
- Hephaistos zou op het eiland Limnos terechtgekomen zijn nadat hij door Zeus van de Olympus was gegooid. Hij werd er na zijn val verzorgd door de Sintiërs (een volk uit Thracië) en had er met de nimf Cabiro verscheidene zonen en dochters. Het eiland had in de oudheid de bijnaam "smidse van Hephaistos", omdat het zo rijk was aan ijzer.
- De broers Hypnos en Thanatos (respectievelijk de Slaap en de Dood) zouden volgens Homeros op Limnos wonen.
- de Argonauten, op weg naar Kolchis, landden op Limnos, waar de vrouwen hun mannen hadden vermoord. Ze hadden de cultus van Aphrodite verwaarloosd en de liefdesgodin had hen gestraft met een onverdraaglijke lijfgeur. Deze had de echtgenoten uit hun huizen gedreven, waarop de vrouwen alle mannen op het eiland doodden.[2] Koningin Hypsipyle werd verliefd op Jason en had zelfs verscheidene kinderen met hem.
- Philoktetes werd achtergelaten op het eiland, maar werd door Odysseus en Neoptolemos teruggehaald, om de Grieken de zege te schenken in de Trojaanse Oorlog.

## Dorpen
De dorpen van het eiland Limnos zijn voor de toeristen een van de hoofdattracties. Ze hebben hun lokale kleuren en sfeer weten te behouden. De meeste grotere en kleine dorpen en staan vol met traditionele huizen en herenhuizen met gekleurde en witte muren. De hoofdstad van het eiland, Myrina, is ook traditioneel en ingericht op toeristen. In alle dorpen zijn accommodaties, tavernes en cafés aanwezig.

## Plaatsen in deregionale eenheidLimnos
| Plaats           | Hoofdplaats (vroeger) | Postcode | GEMEENTE         | Hoofdplaats van de gemeente |
| ---------------- | --------------------- | -------- | ---------------- | --------------------------- |
| Agios Efstratios |                       | 815 00   | Agios Efstratios | Agios Efstratios            |
| Atsiki           |                       | 814 01   | Limnos           | Myrina                      |
| Moudros          |                       | 814 01   | Limnos           | Myrina                      |
| Myrina           |                       | 814 00   | Limnos           | Myrina                      |
| Nea Koutali      |                       | 814 00   | Limnos           | Myrina                      |

## Fusiegemeente Limnos
Limnos (Grieks: Λήμνος) is sedert 2011 een fusiegemeente (dimos) in de Griekse bestuurlijke regio (periferia) Noord-Egeïsche Eilanden.
De vier deelgemeenten (dimotiki enotita) van de fusiegemeente zijn:
- Atsiki (Ατσική)
- Moudros (Μούδρος)
- Myrina (Μύρινα)
- Nea Koutali (Νέα Κούταλη)

## Trivia
Limnos heeft als voorbeeld gediend voor het eiland Altis in het militair simulatiespel Arma 3.